# El Bulero

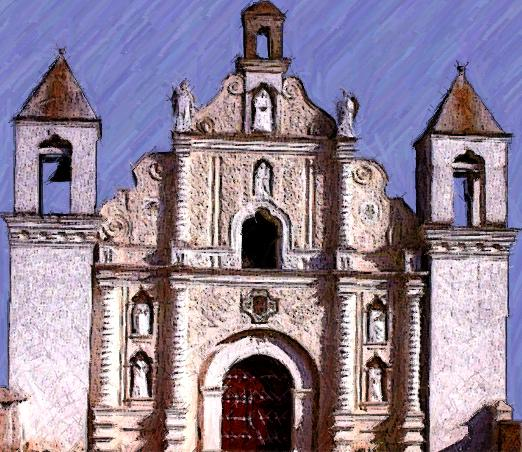
Vista de la Iglesia de la Merced, en la ciudad de Gracias, Lempira.

La Leyenda de El Bulero Es un relato oral de la vox populi graciana, con matices fantástico e histórico que se desarrolló en la antañona ciudad de Gracias a Dios, actual ciudad de Gracias (Lempira).

## Hechos
En el siglo XVIII sin precisarse día, fecha ni año. Arribo a la ciudad de Gracias a Dios, un “bulero” vendiendo papeles para colocar la carne comestible, en los días que la iglesia católica lo prohibía. Viendo que varios parroquianos jugaban una partida de cartas (naipe) en la feria, se dispuso a tomar parte en una partida, de las cuales participaba también la esposa del Alcalde; dicha primera dama del municipio hizo una trampa (jarana) para ganar el juego, el bulero dándose cuenta se enfadó y dio una bofetada a la mujer tramposa; los demás jugadores se pusieron en pie para castigar al infractor del insulto a la dama. 
El bulero logró huir y al darse cuenta de que a cada rato sus perseguidores se hacían más y más debido a la corrida de la voz, entró al templo de la Merced que esta a aproximados 100 metros de la Plaza Mayor, para librarse de sus perseguidores escondiéndose detrás del camarín de la virgen de La Merced; los frailes del templo corrieron a detener a los indignados, les manifestaron que entregarían al bulero; pero, que no profanaran con sus rabias el santo lugar. La petición de los frailes fue en vano, las personas enfurecidas con piedras y palos en las manos, arrasaron con todo lo que encontraban a su paso; una de las piedras lanzadas dio en la frente de la imagen de la Virgen de Las Mercedes, provocándole una hendidura; la turba logró capturar al bulero, lo ataron y sacaron arrastra del templo y lo decapitaron; según se dice su cabeza fue frita en aceite hirviendo. Los frailes Mercedarios ante tamaño sacrilegio y acto de violencia, vistieron el templo de calzadura negra, salieron a la calle y plazas lanzando al pueblo una maldición, regando sal a su paso, declarando maldita hasta la quinta generación de los actuales vecinos e hicieron tocar agonías en los campanarios de las iglesias de Gracias. Los frailes Mercedarios decidieron abandonar la ciudad sacudiendo sus sandalias en señal de que nada de impureza, deseaban llevarse consigo.
A continuación cayo una peste sobre los habitantes, falleciendo muchos, algunos sobrevivientes lograron huir de aquel holocausto. Se dice que una misión de sacerdotes pasaba cercano a Gracias, con rumbo al Obispado de Honduras en Comayagua, el Alcalde les envió una suplica para que entraran a la ciudad y rezarán por sus vidas y las penas ocasionadas por la maldición, los sacerdotes vinieron, rezaron, exhumaron muchos cadáveres, para proceder a quemarlos en sendas hogueras realizadas en el altiplano de “Las Mesas”.